# Szlavónia és Baranya Horvát Demokratikus Szövetsége
A Szlavónia és Baranya Horvát Demokratikus Szövetsége (horvátul: Hrvatski demokratski savez Slavonije i Baranje, HDSSB) egy regionalista, nemzeti konzervítív jobboldali párt Északkelet-Horvátországban, Eszék-Baranya megyében.

## Története
Formálisan 2006. május 6-án alapították, de története már egy évvel korábban kezdődött, amikor a Horvát Demokratikus Közösség (HDZ) helyi politikusainak csoportja, Branimir Glavaš, függetlenségi háború veteránja vezetésével a 2005. májusi önkormányzati választások előestéjén a Horvát Szlavónia és Baranya Demokratikus Nemzetgyűlése (horvátul: Hrvatski demokrazi sabor Slavonije i Baranja) néven egy nagyon hasonló politikai szervezetet hozott létre. Az új csoport kinyilvánított célja Horvátországnak a szlavóniai állapotok javítása érdekében veló regionális átszervezése volt, amelyet - Glavaš és támogatói szerint - a zágrábi központi kormány figyelmen kívül hagyott.
Az Ivo Sanader vezette HDZ elítélte ezt a platformot, és Glavašt kizárta a pártból. A HDZ helyi szervezetének többsége azonban Glavašt és az ő független választási listáját követte, amely relatív többséget szerzett az Eszék-Baranya megyei és az Eszék városi közgyűlésben. A függetlenek e csoportjának neve 2006. május 6-án Szlavónia és Baranya Horvát Demokratikus Szövetsége, rövidítve HDSSB lett. A 2007-es horvát parlamenti választáson a szövetség 44 552 szavazatot, azaz az országos szavazatok 1,8%-át kapta, és 3 mandátumot szerzett a horvát parlamentben. A következő választáson 6 mandátum megszerzésével tovább javították pozíciójukat a parlamentben. 2014-ben a HDSSB a Szövetség Horvátországért koalíció tagja lett, amely 2015-ben feloszlott. Jelenleg a párt a kormány egyik külső támogatója.